# Lábatlan
Lábatlan − miasto na Węgrzech, w Komitacie Komárom-Esztergom, w powiecie Esztergom.